# 式守伊之助 (24代)
24代 式守 伊之助（にじゅうよんだい しきもり いのすけ、1919年4月15日 - 2013年2月1日）は、大相撲の立行司。式守伊之助としての在位期間は1977年11月～1984年3月。朝日山部屋所属。

## 人物
香川県大川郡志度町（現さぬき市）出身。本名は尾崎信雄。父親は高砂部屋の元三段目力士。
23代木村庄之助（2代木村正直）の弟子。1935年1月場所に初代木村正義の名で初土俵。その後、木村正信時代の1961年11月場所、三役格行司に昇進。翌1962年1月場所、3代木村正直を襲名。立行司24代式守伊之助を襲名するまで16年間（96場所）も三役格行司を務めた。
本来ならば、木村庄之助も襲名できるキャリアであったが、1971年末の行司のストライキ後の抜擢制度も絡み、1974年1月に4代木村玉治郎が自身を追い越し立行司に昇格、23代伊之助を襲名。23代伊之助が27代木村庄之助に昇格した1977年11月場所で正直も立行司に昇格、24代伊之助を襲名するも結果的には行司抜擢制度の煽りを食らった形で伊之助止まりとなった。
1984年3月場所後停年。伊之助在位39場所は伊之助在位場所数としては25代伊之助（40場所）に次いで2位である。
正直時代には、投げの打ち合いで際どい取組になると、土俵に顔がつくほどに屈み込んで勝負の判定をすることがあり、その様がプロレスのレフェリーがピンフォールのカウントを取る所作に似ていたので、「プロレス行司」と呼ばれていた。
制限時間いっぱいの「待ったなし！」の掛け声をかける時、仕切り線まで割って出て、前屈みで軍配を返していた。
行司を停年（定年）退職した後は岡山県に住んでいた。
弟子に4代木村正直がいる。2013年1月29日にその正直に59歳の若さで先立たれると、自身も3日後の2月1日に鬱血性心不全のため死去。享年93。

## その他
- あだ名は｢隠居｣。これは若い頃から老け顔だったことから。
- 立行司時代は水入りや廻し待ったがかかる熱戦を多く裁いた。水入り後の足の位置や組み方の再現も見事で、廻し待ったの際の力士の廻しの締め方も手際が良かった。勝負再開時の両力士の廻しをたたく姿が印象的である。
- 正直時代の1972年3月場所、優勝決定戦が関脇長谷川と平幕魁傑との一番となったために、三役格であった彼が裁くこととなった。
- 1972年9月場所千秋楽、大関昇進を賭けた両関脇の初代貴ノ花 － 輪島戦水入りの一番を裁いたが、水入り待ったで両者の足の位置や組み手など取組再開まで、行司の“見せ所”を発揮した。しかしこの一番、取組再開直後に軍配を土俵上に落としてしまうハプニングがあった。
- 伊之助止まりではあったが足裁きや軍配の上げ方も正確かつ明瞭で、立行司としての彼を評価する声も多い。
- 1981年9月場所4日目の関脇朝汐（後に4代朝潮、7代高砂）－ 前頭3枚目栃光戦で朝汐の待ったを認めなかったため、朝汐は栃光に押し出された。伊之助は「（朝汐の）「待った」の声は聞こえたが、自分が「残った」と言った後だった」ため認めなかった。というのが理由だった。伊之助のこのような措置は評価されている。
- 現役最後の一番は1984年3月場所千秋楽の大関同士の一番：若嶋津（12代二所ノ関） － 琴風（8代尾車）戦。千秋楽後の夜のNHK総合テレビジョン『スポーツアワー』にNHK大阪放送局のスタジオから生出演した。

## 履歴
- 1935年1月　初土俵・初代木村正義
- 1947年6月　十両格に昇格
- 1950年9月　木村正信に改名。
- 1954年9月　幕内格に昇格
- 1961年11月　三役格に昇格
- 1962年1月　3代木村正直を襲名。
- 1977年11月　立行司に昇格。24代式守伊之助を襲名。
- 1984年4月14日　停年退職。